# Ulica Bałtycka w Poznaniu
Ulica Bałtycka – jedna z głównych ulic północnej części Poznania.  Częściowo pokrywa się z planowaną III ramą komunikacyjną. Do 1990 r. znajdowała się w całości na obszarze dzielnicy Nowe Miasto. Nazwa ulicy pochodzi od Morza Bałtyckiego.

## Przekrój i charakter ulicy
Ulica jest jedno- i dwujezdniowa, na całej długości (z wyjątkiem skrzyżowań) posiada po dwa pasy ruchu w każdym kierunku. Miejscami nie posiada oświetlenia.
Jednojezdniowy odcinek rozciągający się od ul. Gnieźnieńskiej w bezpośrednim sąsiedztwie Bogucina do ulic Borowikowej i Leśnej w Antoninie na niektórych mapach i atlasach samochodowych bywa błędnie oznaczany jako droga dwujezdniowa.
Stanowi fragment tranzytowej obwodnicy śródmieścia, a także drogi krajowej nr 92. Do kwietnia 2005 roku leżała w ciągu nr 2 i trasy europejskiej E30. Przed połową lat 80. wchodziła w skład drogi międzynarodowej E8 i nieoznakowanej drogi państwowej nr 17.

## Historia
Ulica częściowo biegnie odcinkiem dawnej drogi rokadowej Twierdzy Poznań zbudowanej w latach 70. XIX wieku. W okresie okupacji niemieckiej nosiła nazwę Ostsee Straße.
Do lat 60. posiadała nawierzchnię z cegły klinkierowej, którą zastąpiono asfaltem.

## Komunikacja miejska
Na krótkich odcinkach – od mostu Lecha do ulicy Gdyńskiej oraz od ulicy Janikowskiej do ulicy Gnieźnieńskiej – kursują trzy dzienne linie autobusowe, obsługiwane na zlecenie ZTM:
| Numer linii | Przystanki końcowe  | Przystanki końcowe | Rodzaj linii     | Kierunek ruchu |
| ----------- | ------------------- | ------------------ | ---------------- | -------------- |
| 173         | Janikowo            | Rondo Śródka       | linia zwykła     | dwukierunkowy  |
| 185         | Osiedle Sobieskiego | Rondo Śródka       | linia zwykła     | dwukierunkowy  |
| 322         | Czerwonak/Cmentarz  | Piątkowska         | linia podmiejska | dwukierunkowy  |

## Opisane obiekty
Od zachodu:
- most Lecha nad Wartą
- stacja benzynowa PKN Orlen
- stacja benzynowa BP z restauracją fast food KFC
- zakład produkcyjny Unilever
- ogródki działkowe im. księdza Zygmunta Masłowskiego
- zakład produkcyjny Bridgestone
- stacja elektroenergetyczna Antoninek
- Wiadukt Antoninek im. Orląt Lwowskich (w ciągu ulicy Warszawskiej)
- hala produkcyjna Volkswagen Poznań (także wzdłuż ulicy Warszawskiej)